# Antonio Scopelliti
Antonio Scopelliti (Regio de Calabria, 9 de abril de 1939-22 de octubre de 2023) fue un obispo católico italiano, obispo emérito de Ambatondrazaka (Madagascar).

## Biografía
Antonio Scopelliti nació en Gallico Superiore, barrio de Regio de Calabria (Italia), el 9 de abril de 1939. Ingresó a la Orden de la Santísima Trinidad, donde se ordenó sacerdote el 18 de diciembre de 1965, en la iglesia de Santa Maria delle Grazie alle Fornaci, de manos de Francesco Vollaro, obispo de Ambratondrasaka. Fue destinado a las misiones de los trinitarios en Madagascar.
El papa Juan Pablo II lo nombró coadjutor de Ambatondrazaka el 21 de enero de 1991. Recibió la consagración episcopal del mismo obispo que le ordenó sacerdote, el 5 de mayo del mismo año. Participaron de la consagración el obispo auxiliar de Mahajanga, Michel Malo, y el obispo de Antsirabe, Philibert Randriambololona. Con el retiro de Francesco Vòllaro Scopelliti, Scopelliti le sucedió el 6 de marzo de 1993 como obispo de Ambatondrazaka.
El papa Francisco tomó el 11 de abril de 2015, la renuncia relacionada con la edad. Era el obispo emérito de Ambatondrazaka.